# Christian Delage (historien)
Pour les articles homonymes, voir Christian Delage.
Christian Delage est un historien et réalisateur français.
Professeur émérite des universités, Il a d'abord enseigné l'histoire à l'École polytechnique, puis à l'université Paris VIII, à l'École des hautes études en sciences sociales, à l'Institut d'études politiques de Paris, et à la Benjamin N. Cardozo School of Law (en). De 2014 à 2021, il a dirigé l'Institut d'histoire du temps présent. 
En parallèle, et souvent en croisement de ses activités de recherche, il a réalisé une vingtaine de films pour le cinéma et la télévision, auxquels s'ajoutent une série de montages d'archives pour des musées et des lieux d'exposition, ainsi que des installations vidéo. 

## Biographie
Christian Delage est docteur (1985) et HDR en histoire (1998).

### Démarche
Après avoir contribué, au début des années 1990, à la définition d'une politique patrimoniale de conservation et de communication des archives audiovisuelles regroupées dans la Bibliothèque de France, les activités d'enseignement et de recherche de Christian Delage ont d'abord visé à promouvoir l'apport de l'image, et notamment du cinéma, à la connaissance et à l'écriture de l'histoire. Depuis 1991, il a animé des séminaires d'enseignement et de recherche, successivement avec Henry Rousso, Antoine de Baecque, Vincent Guigueno, Anne Grynberg et Peter Goodrich (en), qui ont tous fait l'objet de publications. Il est également cinéaste, une expérience qui l'a conduit, dès la rédaction de sa thèse, à passer d'un mode d'écriture de l'histoire à l'autre, en réalisant une vingtaine de films (documentaire, fiction, montage d'archives).
Depuis 2001, ses recherches portent sur le statut de médiation et de preuve de l'image. Elles ont abouti en 2006 à la publication d'un livre, La Vérité par l'image. De Nuremberg au procès Milosevic (paru en 2014 en langue anglaise et en version augmentée aux University of Pennsylvania Press) et à la réalisation d'un film, Nuremberg. Les Nazis face à leurs crimes, diffusé en salles, à la télévision et en DVD dans de nombreux pays. À cette occasion, il a contribué à la constitution de l'archive filmée des audiences du Tribunal militaire international de Nuremberg, grâce à un partenariat entre l'United States Holocaust Memorial Museum (Washington DC) et le Mémorial de la Shoah (Paris). Fort de cette expérience, il a été chargé d'une mission de conseil auprès du Tribunal Khmer Rouge (TKR), en vue d'établir le cahier des charges du filmage du procès, et a supervisé, grâce à un partenariat de la mission Recherche du ministère de la Justice, la conception d'un film intitulé Caméras dans le prétoire, diffusé sur les chaînes Histoire et Public Sénat en 2008. En 2010, il est le commissaire d'une exposition, Filmer les camps. John Ford, Samuel Fuller, George Stevens, de Hollywood à Nuremberg (Mémorial de la Shoah), présentée ensuite à New York, au Museum of Jewish Heritage (New-York) en 2012 et, à partir du 6 mai 2015 à l'Atlanta History Center. Son dernier film, De Hollywood à Nuremberg: John Ford, Samuel Fuller, George Stevens, produit par Mélisande Films en 2013, a reçu une étoile de la SCAM.
Ancien Fulbright, il est, de 2007 à 2013, Visiting Professor à la Cardozo School of Law (New York).

## Filmographie
- Nazisme et guerre mondiale, une série de quatre films réalisés pour le parcours permanent du Mémorial de Caen, 1987
- Écrire et vivre à Berlin ; Écrire et vivre à Athènes ; Écrire et vivre à Vienne, FR3, 1989-1991
- Les Voyages du maréchal, Planète, 1990
- Berlin, de la réunification à l'unité, Arte, 1993
- Avec les enfants? ; La Rafle des enfants d'Izieu. Archives filmées du procès Barbie ; Les enfants d'Izieu, Mémorial des enfants d'Izieu, 1994
- La petite patrie, France Supervision, 1994
- Montoire, l'image manquante, INA, 1998
- Nuremberg. Les nazis face à leurs crimes, Arte, 2006
- Conception et montage des films présentés dans le parcours permanent, Mémorial de Compiègne-Royallieu, 2008
- Conception et montage des films présentés dans l'exposition Filmer les camps, Mémorial de la Shoah, 2010
- De Hollywood à Nuremberg : John Ford, Samuel Fuller, George Stevens, Mélisande Films, 2013
- Les Femmes dans le projet nazi, 2021
- 13 Novembre, des vies plus jamais ordinaires", 2022

## Publications
- La vision nazie de l'histoire, éd. L'âge d'homme, 1989
- Révoltes, révolutions, cinéma (en collaboration avec Béatrice Fleury-Vilatte et Marc Ferro, éd. Centre national d'art et de culture Georges-Pompidou, 1989
- Chaplin, la grande histoire, éd. Jean-Michel Place, 1998
- De l'histoire au cinéma (avec Antoine de Baecque), éd. Complexe, 1998
- L'Historien et le film (avec Vincent Guigueno), éd. Gallimard, 2004
- La Vérité par l'Image, éd. Denoël, 2006
- The Scene of the Mass Crime. History, film and international tribunals (avec Peter Goodrich), éd. Routledge, 2012
- Caught on Camera. Film in the Courtroom from the Nuremberg Trials to the Trials of the Khmer Rouge, éd. U Penn Press, 2014